# Synchron-Serielle Schnittstelle
Die Synchron-Serielle Schnittstelle, engl. Synchronous Serial Interface (SSI) ist eine Schnittstelle für Absolutwertgeber (Wegmesssysteme). Sie ermöglicht es, durch eine serielle Datenübertragung eine absolute Information über die Position zu erhalten. Das Synchronous Serial Interface wurde ursprünglich von der Max Stegmann GmbH (seit 2002 Teil der Sick-Gruppe) entwickelt, wird aber von einer Reihe anderer Hersteller verwendet.
Sie eignet sich besonders für Anwendungen, für die die Zuverlässigkeit und Robustheit in industrieller Umgebung erforderlich sind. Die Synchron-Serielle Schnittstelle ist sehr einfach aufgebaut, es werden nur zwei Leitungspaare (für den Takt und die Daten) benötigt, und im Sensor wird wenig mehr als ein Schieberegister und ein Monoflop zur Ansteuerung desselben benötigt. Das ermöglicht einen kostengünstigen Aufbau. SSI ermöglicht weiterhin das Anschließen von bis zu drei Gebern an einen gemeinsamen Takt. Das ermöglicht das Auslesen mehrerer Sensoren zu einem definierten Zeitpunkt. Gegenüber anderen Schnittstellen für Wegmesssysteme bietet die Synchron-Serielle Schnittstelle folgende weitere Vorteile:
- Geringerer Verkabelungsaufwand
- Der Aufwand für Verkabelung und Schnittstellentechnik ist nicht von der Länge des Datenwortes abhängig.
- Durch Übertragung differenziale Takt- und Datensignale über paarig verdrilltes Kabel, wird die Abschirmung gegen äußere elektrische Störeinflüsse erreicht.
- Zur Vermeidung von Erdschleifen wird eine komplette galvanische Trennung durch Optokoppler herangezogen.

Damit die Übertragung den Leitungslängen angepasst werden kann, ist die Taktfrequenz mittels Software einstellbar. Außerdem ist die Anzahl der Datenbits über Software programmierbar, so dass auch eine Flexibilität in Hinsicht der Auflösung möglich ist. Der Datenwert kann wahlweise im Gray-Code oder im Binärcode erfolgen. Zur Datensicherung kann zusätzlich ein Paritätsbit übertragen werden. Manche Sensoren nutzen ein Datenbit als Alarmbit, zum Beispiel um bei optischen Wegmessern den Ausfall der Leuchtdiode oder eine Unterbrechung der Versorgungsspannung anzuzeigen.

## Übertragung

Übertragung über die Synchron-Serielle Schnittstelle: 1. Messwert wird gespeichert. 2. Ausgabe des ersten Datenbits. 3. Alle Datenbits sind übertragen, Monoflop beginnt abzulaufen. 4. Monoflop fällt in seinen Grundzustand, eine neue Übertragung kann gestartet werden.

Im Sensor wird ein Schieberegister permanent mit dem aktuellen Messwert geladen. Wenn ein Datenwert gelesen werden soll, gibt die Steuerung ein Taktbüschel auf der Clockleitung aus. Die erste fallende Flanke steuert ein Monoflop im Sensor an, welches das Schieberegister vom parallelen Laden in serielle Ausgabe umschaltet. Bei jeder folgenden steigenden Taktflanke wird jetzt ein Datenbit ausgegeben. Wenn das niederwertigste Bit empfangen wurde, wird der Takt gestoppt. Das Monoflop, das von den Taktpulsen immer nachgetriggert wurde, fällt nach Ablauf der Schaltzeit wieder in den Grundzustand und erlaubt wieder die Übernahme der Messwerte in das Schieberegister. Die Datenleitung wird bis dahin auf Low-Pegel gehalten.